# Bataille de Jargeau
Guerre de Cent Ans
Batailles
La bataille de Jargeau est un combat de la guerre de Cent Ans qui eut lieu dans l'ancienne province de l'Orléanais le 12 juin 1429 entre les armées française et anglaise.
Cette bataille s'inscrit dans la campagne de la vallée de la Loire (1428-1429) qui comporta cinq combats :
1. le siège d'Orléans (12 octobre 1428 - 9 mai 1429) ;
2. la bataille de Jargeau (10 juin 1429 - 12 juin 1429) ;
3. la bataille de Meung-sur-Loire (14 juin 1429) ;
4. la bataille de Beaugency (15 juin 1429 - 16 juin 1429) ;
5. la bataille de Patay (18 juin 1429).

## Contexte

Batailles et opérations majeures en France entre 1415 et 1453.

Cette bataille s'inscrit dans le dessein qu'a voulu Jeanne d'Arc, alors en route pour Reims où le dauphin Charles, futur Charles VII, doit être sacré. Jeanne d'Arc veut « une route libre et sûre » dira-t-elle. C'est dans ce but qu'elle va donc s'employer, encore portée par sa victoire à Orléans (8 mai 1429), à chasser définitivement les troupes anglaises encore présentes dans la vallée de la Loire.
À une quinzaine de kilomètres de la cité libérée, il subsiste alors toujours une partie des troupes anglaises, défaites lors de la bataille du 8 mai 1429. Cette armée, commandée par le comte de Suffolk a élu retraite dans la petite bourgade de Jargeau et y attend le duc de Bedford accompagné de renforts.

## La bataille
Le duc Jean d'Alençon, fidèle compagnon de Jeanne d'Arc, est à la tête des forces françaises. Alors qu'il tablait sur la présence de près de 2 000 hommes pour la bataille, il est bientôt rejoint par les compagnies de Jean de Dunois et Florent d'Illiers, alors capitaine de Châteaudun. Il se retrouve ainsi doté d'une force militaire deux fois plus importante qu'auparavant.
Jeanne d'Arc pousse les capitaines à la marche sur Jargeau, voyant leur hésitation face à la probable présence de nombreux Anglais réfugiés à cet endroit. L'armée royale se met alors en route vers la petite cité et prévoit de s'arrêter pour la nuit aux portes de la ville. Cependant, l'armée anglaise vient à la rencontre des troupes françaises et les contraint au combat. Le duc d'Alençon relate ainsi cet instant : « Ce que voyant, Jeanne, prenant son étendard, alla à l'attaque, exhortant les soldats qu'ils eussent bon courage et ils firent tant que, cette nuit-là, les soldats du roi furent logés dans les faubourgs de Jargeau. Je crois que Dieu conduisait cette affaire, car cette nuit, il n'y eut pour ainsi dire pas de garde, de sorte que si les Anglais étaient sortis de la ville, les soldats du roi eussent été en grand péril. »
Le lendemain 12 juin, la bataille s'engage de nouveau et Jeanne d'Arc insuffle la volonté de Dieu aux troupes françaises, leur assurant la victoire : « Agissez et Dieu agira ». Peu après le début de la bataille, Jeanne d'Arc monte aux remparts en brandissant son étendard. Cependant, une pierre vient la frapper à la tête et provoque sa chute, mais, portée par sa détermination, elle se relève et exhorte ses compagnons. En plein combat, le comte de Suffolk demande à être entendu afin d'obtenir une trêve, mais l'heure des demandes est trop tardive et, dans un irrésistible élan, les Français s'emparent de Jargeau, puis se lancent à la poursuite des Anglais. Alors que le comte de Suffolk est fait prisonnier, ses troupes se replient en désordre sur Meung-sur-Loire et Beaugency. Ces dernières places tomberont quelques jours après.
Le 17 juin 1429, au cœur de la plaine de Beauce, Jeanne d'Arc disposera ses troupes en ordre de bataille et remportera une nouvelle victoire à Patay.

## Œuvres inspirées par la bataille de Jargeau

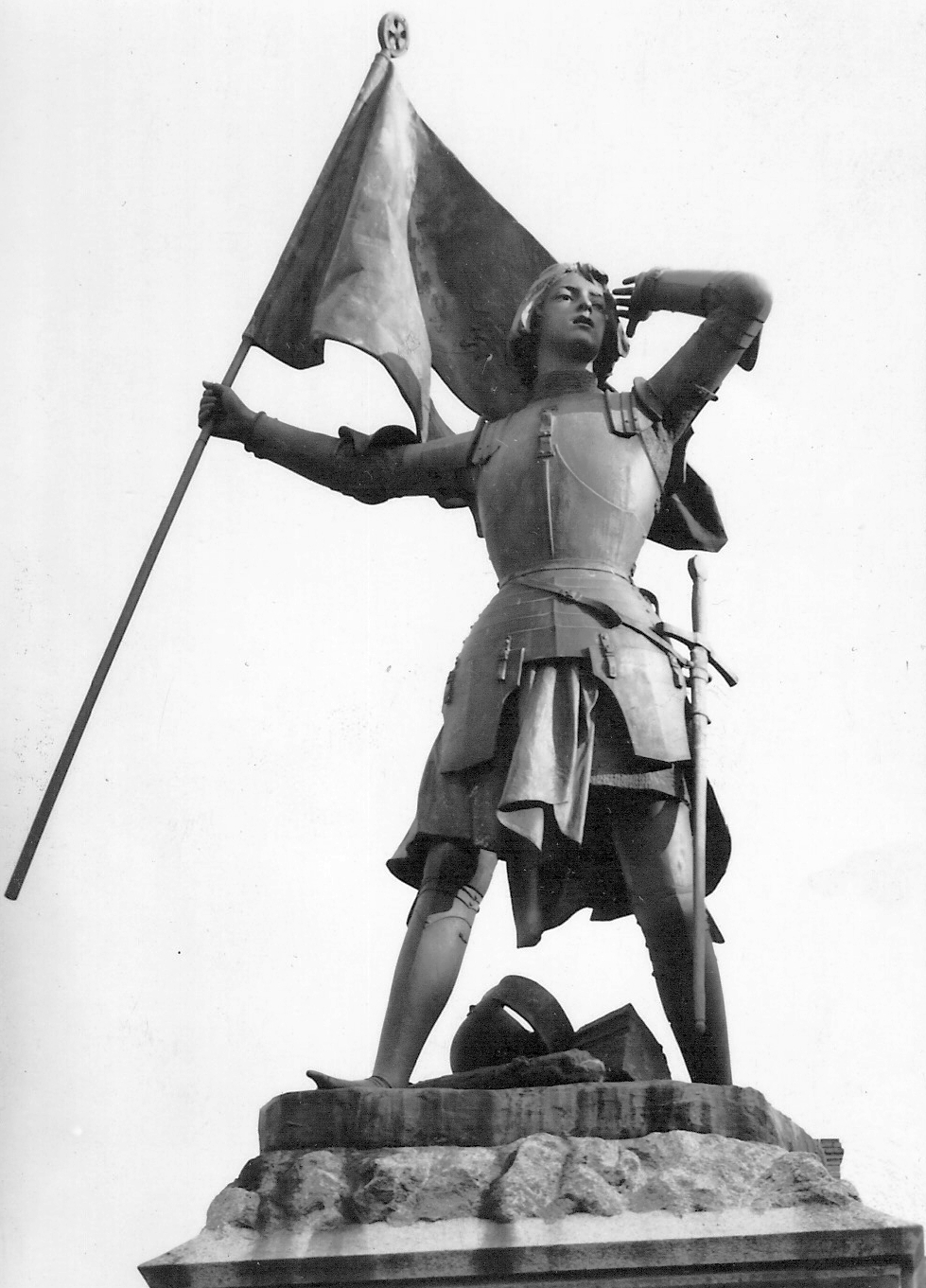
Statue représentant Jeanne d'Arc blessée à la bataille de Jargeau, sur la place du Martroi à Jargeau.

Une œuvre intitulée Prise de Jargeau, 15 juin 1429 est conservée au musée de la marine de Loire de Châteauneuf-sur-Loire. L'estampe, signée d'Aligny, Chavane et Gavard, fut commandée par Louis-Philippe Ier pour le musée historique de Versailles en 1838 et représente la prise de place de Jargeau sur un pont en bois à l'entrée de la ville avec Jeanne d'Arc à cheval.
La bataille de Jargeau a également inspiré l'écrivain Alexandre Dumas qui, dans son œuvre Jehanne la Pucelle publiée en 1842, évoque le déroulement de la bataille et notamment la capture du Comte de Suffolk par un simple écuyer du nom de Guillaume Renault qui sera alors fait chevalier par le comte anglais, honteux d'avoir été pris par un gentilhomme.
Dans l'église Saint-Étienne de Jargeau, plusieurs œuvres s'inspirent du passage de Jeanne d'Arc à Jargeau. Une fresque d'Octave Denis Victor Guillonnet (1952), ainsi qu'une céramique de Jeanne Champillou (1962) la représente dans l'une des chapelles. Une estampe, datée de 1917, signée Bénard Agricol, la représente au siège de Jargeau.
Sur la place du Martroi à Jargeau, une statue de bronze datant de 1895 représente Jeanne d'Arc blessée au siège de Jargeau. L'œuvre a été réalisée par le sculpteur Alfred-Désiré Lanson.

### Sources primaires imprimées
- Léon Dumuys, « Documents relatifs au siège d'Orléans et la délivrance de Beaugency et de Jargeau (1428-1429) », Bulletin de la Société archéologique et historique de l'Orléanais, Orléans, t. 9, no 132,‎ 1er trimestre 1887, p. 32-37 (lire en ligne).
- Amicie de Foulques de Villaret, « Campagnes des Anglais dans l'Orléanais, la Beauce chartraine et le Gâtinais (1421-1428). L'armée sous Warwick et Suffolk au siège de Montargis. Campagnes de Jeanne d'Arc sur la Loire postérieures au siège d'Orléans », Mémoires de la Société archéologique et historique de l'Orléanais, Orléans, Herluison, t. 23,‎ 1893 (présentation en ligne, lire en ligne).